# Кут Меннінгем
Кут Меннінгем (англ. Coote Manningham; 1765 – 26 серпня 1809) — британський армійський офіцер, який відіграв значну роль у створенні та ранньому розвитку 95-го стрілецького полку, почесним шефом якого він був.

## Військова кар'єра

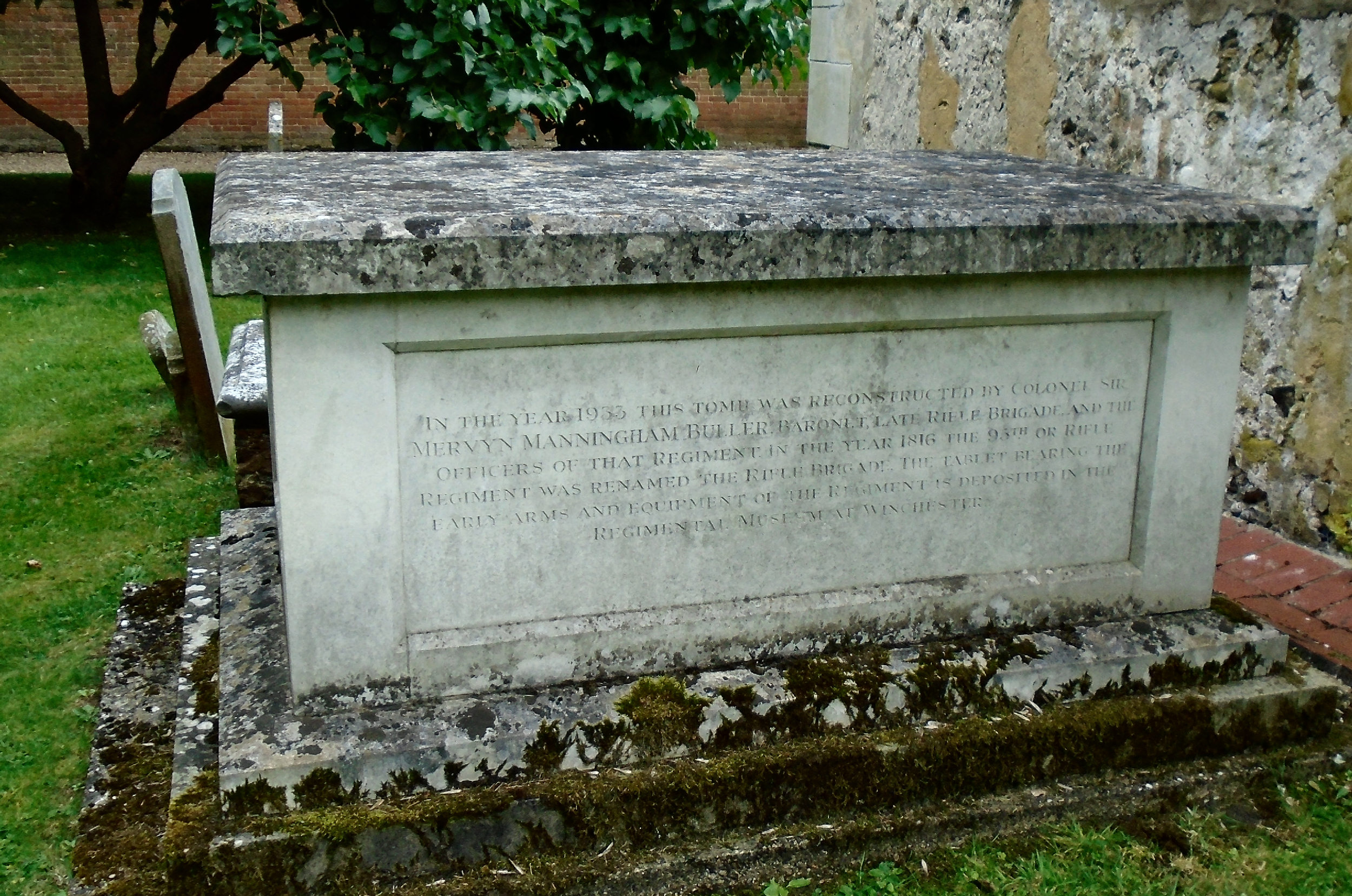
Церква Всіх Святих, Літл-Букхем, гробниця Кута Меннінгема

Народившись другим сином Чарльза Меннінгема з Суррея, Меннінгем розпочав свою кар'єру молодшим офіцером у 39-му піхотному полку, служачи під командуванням свого дядька, сера Роберта Бойда, під час облоги Гібралтару. З початком Французьких революційних війн у 1793 році він був призначений майором батальйону легкої піхоти, де воював у Карибському басейні. Він став підполковником 81-го піхотного полку, а потім генерал-ад'ютантом у Санто-Домінго, під командуванням генерал-лейтенанта Форбса.
На початку 1800 року полковник Меннінгем і підполковник Вільям Стюарт запропонували, і їм було доручено використати те, чого вони навчилися, керуючи легкою піхотою, для навчання Експериментального корпусу стрільців, який згодом став 95-м стрілецьким полком, а потім Стрілецькою бригадою. Того літа новий корпус був навчений вправам, розробленим Меннінгемом, і швидко розгорнутий для забезпечення прикриття вогнем під час десантних висадок у Ферролі.
Меннінгем помер 26 серпня 1809 року в Мейдстоуні від хвороби, яку він підхопив під час відступу до Коруньї на початковому етапі Піренейської війни, де 95-й стрілецький полк мав продемонструвати тактичну цінність підходу, розробленого Меннінгемом і Стюартом. Він похований на церковному подвір'ї Всіх Святих у Літл-Букхем, але меморіал також встановлений у західному проході північного трансепта у Вестмінстерське абатство.
Напис під пам'ятником Джона Бейкона, встановленим на честь Меннінгема у Вестмінстерському абатстві, передає повагу, яку він мав серед своїх сучасників:

Видатному солдату, якому дружба встановлює цей неадекватний меморіал, розпочав свою кар'єру військової діяльності під час облоги Гібралтару і завершив її перемогою під Коруньєю, в яку його майстерність і доблесть помітно сприяли. Він став ранньою жертвою мінливості клімату і суворості війни і помер 26 серпня 1809 року у віці сорока чотирьох років. Проте, читачу, не вважайте його долю передчасною, оскільки його чаша слави була повною, і він не був покликаний, доки його чесноти і патріотизм не досягли тут блискучої винагороди: бо його ім'я викарбувано в літописах його країни. У ньому людина і християнин пом'якшили воїна, і Англія могла з гордістю представити його світові як зразок британського солдата.

Після його смерті посаду головного полковника 95-го стрілецького полку обійняв сер Девід Дандас.

## Родина
Близько 1800 року він одружився з Анною Марією Поллен (1783–1822), дочкою преподобного Джорджа Поллена з Літл-Букхем.